# Kathleen Murdoch
Kathleen Murdoch (nascida em 22 de dezembro de 1986) é uma remadora paralímpica australiana, a qual foi medalha de prata no skiff duplo misto (LTAMix2x) do mundial de 2014, onde fez parceria com Jeremy McGrath. Representou seu país nos Jogos Paralímpicos de Verão de 2016 no Rio de Janeiro, onde terminou em primeiro no remo LTA quatro com misto - LTAMix4+ B, com Brock Ingram, Davinia Lefroy, Jeremy McGrath e Jo Burnand.